# Mario Pomar
Mario Celestino Corrales (Buenos Aires Argentina, 1 de abril de 1920 - 21 de mayo de 1987) más conocido como Mario Pomar, fue un cantor argentino. Destacó su calidad interpretativa en el género del tango.

## Actividad profesional
Sus padres eran Adrián Corrales y Margarita Mac Micking; se inició en el canto profesional usando su verdadero nombre a los 18 años con la orquesta de Federico Scorticati en LR3 Radio Belgrano. 
El 8 de mayo de 1939 hizo su primera grabación acompañado por la Orquesta Típica Victor: el vals Vuelve otra vez, de María Teresa Lara y la ranchera La mentirosa, de José Luis Padula con letra de Lito Bayardo. Siguió con otros registros con la misma orquesta, el último el 10 de mayo de 1940 con el vals Temo, con letra de Atilio Gálvez (Atilio Manuel Perasso) y música de Aguariguay (Mario Luis Rafaelli).
En 1940 tuvo un paso fugaz por la orquesta de Miguel Caló sustituyendo a su hermano Roberto y a continuación pasó, también por poco tiempo, por la orquesta de Joaquín Do Reyes. Estuvo después, ya en 1943, junto al cantor Alberto Serna en la orquesta dirigida por el violinista Antonio Rodio, con quien grabó la milonga Tbú de Tití Rossi y Ricardo Thompson y el tango Canyengue de Salvador Ripu y Julio Medrano.
En 1946 se integró a la orquesta de Francisco Rotundo junto al cantor Enrique Campos y actuaron por LR4 Radio Splendid al mismo tiempo que lo hacían en la Confitería La Armonía de la calle Corrientes en el carácter de artistas exclusivos.
A mediados de 1947 el pianista y director Osmar Maderna que había trabajado junto al cantor en la orquesta de Caló  lo llevó a su orquesta en reemplazo del cantor Orlando Verri que se había separado y en la oportunidad tuvo de compañero al cantor Pedro Dátila. Con Maderna grabó  el 20 de noviembre de 1947, el tango Ausencia, de Alberto Castellanos y Mario Gomila.
En febrero de 1951, Carlos Di Sarli volvió a la actividad luego de dos años de ausencia y convocó para su orquesta a músicos de la importancia de Federico Scorticati, Félix Verdi, Ángel Ramos en los bandoneones;  Roberto Guisado, Simón Bajour y Adolfo Pérez en los violines y Alfredo Sciarreta en el contrabajo, así como al cantor Oscar Serpa, que había pasado por las orquestas de Osvaldo Fresedo, Horacio Salgán y Ricardo Pedevilla. También contrató a Mario Corrales, quien a partir de su debut con la nueva orquesta el 16 de marzo de 1951 en el auditorio mayor de Radio El Mundo pasó a usar, por sugerencia del director, el nombre artístico de Mario Pomar.
Después de su larga relación con la discográfica RCA Victor, Di Sarli pasó al sello Music Hall recientemente creado y grabó el tango Nido gaucho, con letra de Héctor Marcó musicalizada por Di Sarli,pero a mediados de 1954 volvió a Victor.

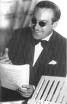
Carlos Di Sarli, en cuya orquesta tuvo Mario Pomar un destacado desempeño.

Del paso de Pomar por la orquesta de Di Sarli se recuerdan especialmente Se muere de amor, de Pedro Maffia y letra de Cátulo Castillo, Tangueando te quiero, de Di Sarli y Héctor Marcó y Tengo un amigo, de Arturo Gallucci y Julio Camilloni, todos registrados para Music Hall, Tormenta, una de las obras más profundas de Enrique Santos Discépolo, en 1954 para Victor y No me pregunten por qué,  tango de Di Sarli y Reynaldo Pignataro, grabado para Music Hall en 1952 y para Victor en 1954.
A fines de 1955 se separan todos los integrantes de la orquesta y a partir del año siguiente Serpa y Pomar integraron con parte de los músicos Los Señores del Tango, conjunto que actuó con bastante éxito en Radio Belgrano y grabó para Music Hall permaneciendo en actividad hasta 1960 en que se separaron.
Fallece en Buenos Aires, el 21 de mayo de 1987.